# Nightmare (singolo Avenged Sevenfold)
Nightmare è un singolo del gruppo musicale statunitense Avenged Sevenfold, pubblicato il 17 maggio 2010 come primo estratto dall'album omonimo.

## Descrizione
Traccia d'apertura dell'album, Nightmare è il primo singolo del gruppo senza la partecipazione del batterista The Rev, scomparso il 28 dicembre 2009 e a cui è dedicato il disco.

## Video musicale
Il videoclip, diretto da Wayne Isham e girato al Linda Vista Community Hospital di Los Angeles, è stato pubblicato il 17 luglio 2010 attraverso il sito ufficiale del gruppo.
Fortemente ispirato al film Allucinazione perversa, il video mostra M. Shadows che sta per essere portato in sala operatoria, mentre gli infermieri e i chirurghi lo trasportano su una barella. Voltandosi, vede per terra, smontato, il drumset di The Rev, utilizzato dal batterista nei tour di supporto a City of Evil. I chirurghi lo trasportano in un corridoio e dalle finestre delle stanze, si vedono gli altri componenti del gruppo che interpretano dei pazienti del manicomio: Synyster Gates sbatte continuamente la testa su un vetro, Johnny Christ striscia sul soffitto seguendo la barella, Zacky Vengeance indossa una camicia di forza e, poi, balla con uno scheletro. Si vedono anche dei bambini che giocano nel sangue. Il video alterna queste sequenze del manicomio a sequenze in cui il gruppo suona in un ambiente nero con poca luce. Alla fine del video, si apre una porta e dentro c'è l'ultimo drumset utilizzato da The Rev illuminato da una forte luce che ha le sembianze del batterista.
Il batterista Mike Portnoy, che ha eseguito le parti di batteria nel brano, ha deciso di non voler apparire nel video in quanto ha voluto che rimanesse una cosa degli Avenged Sevenfold, oltre al fatto che gran parte delle parti di batteria erano state composte da The Rev prima di morire.

## Tracce
Download digitale
1. Nightmare – 6:14

CD promozionale (Regno Unito)
1. Nightmare (Radio Edit) – 5:16
2. Nightmare (Demo) – 6:16

## Formazione
Gruppo
- M. Shadows – voce
- Synyster Gates – chitarra solista
- Zacky Vengeance – chitarra
- Johnny Christ – basso

Altri musicisti
- Mike Elizondo – tastiera
- Mike Portnoy – batteria

## Successo commerciale
La canzone fu la traccia più passata nella rubrica Active Rock nelle radio statunitensi durante maggio 2010. Fu anche al 1º posto tra le rock songs di iTunes negli Stati Uniti e nel Regno Unito, vendendo più di 23 000 copie nel primo giorno di commercializzazione.

## Classifiche
| Classifica (2010)             | Posizione massima |
| ----------------------------- | ----------------- |
| Regno Unito                   | 65                |
| Regno Unito (rock & metal)    | 2                 |
| Stati Uniti                   | 51                |
| Stati Uniti (alternative)     | 12                |
| Stati Uniti (heatseekers)     | 1                 |
| Stati Uniti (mainstream rock) | 2                 |
| Stati Uniti (rock)            | 3                 |